# Samostan svetega Jurija, Sirija
Samostan svetega Jurija (arabsko دير مار جرجس, Deir Mar Džirdžis) je grško pravoslavni samostan v severozahodnem predelu Sirije. Leži v »Dolini kristjanov« (Vadi Nasara) le nekaj km severno od znanega gradu Krak des Chevaliers. Dolina je že vse od 6. stoletja dalje eno od regionalnih središč grške pravoslavne cerkve. Izmed 32 vasi v dolini jih je kar 27 večinsko krščanskih, 4 so alavitske in le ena, Al Qalaa pod samim gradom Krak des Chevaliers, je sunitska. Samostan je posvečen svetemu Juriju, priljubljenemu svetniku med bližnjevzhodnimi kristjani.
Po nekaterih nezanesljivih virih naj bi samostan bil zgrajen že v poznem 5. stoletju, zagotovo pa je stal v 6. stoletju v času Justinijana I. Današnje samostanske zgradbe so precej novejšega datuma. Nova cerkev iz leta 1857 ima trojno obokan vhod z dvema osrednjima stebroma še iz bizantinskih časov. Znotraj cerkve je leseni ikonostas. Z zlatom pobarvane ikone prikazujejo različne prizore iz Kristusovega življenja. Pod glavnim dvoriščem je še ena manjša kapela iz 13. stoletja z manjšim ikonostasom, ki je star več kot 300 let. Na njem so upodobljeni prizori iz življenja svetega Jurija. V taistem spodnjem nadstropju je moč videti še več amfor in vhod v domnevni prvotni samostan iz 6. stoletja.
Samostan je cilj romanj za praznik svetega Jurija (6. maj) in praznik povišanja svetega križa (14. september).